# David Rosenbloom
David Rosenbloom ist ein US-amerikanischer Filmeditor.

## Leben
Rosenbloom ist seit Ende der 1970er Jahre als Editor tätig, zunächst für verschiedene Fernsehproduktionen, darunter mehrere Folgen der Serie Polizeirevier Hill Street. Hier arbeitete er erstmals mit dem Regisseur Gregory Hoblit zusammen, der auch als Produzent an der Serie beteiligt war. Ab 1993 war Rosenbloom ausschließlich an Kinofilmen beteiligt. 
Gelegentlich ist Rosenbloom auch als Regisseur aktiv. 1983 inszenierte er eine Folge von Polizeirevier Hill Street, gefolgt von einzelnen Episoden anderer Fernsehserien. An der Serie Equal Justice war er als Co-Produzent beteiligt. Bei den Filmen Das Tribunal (2002) und Untraceable (2008) trat er als Second-Unit-Regisseur in Erscheinung.
Mit dem Film Land in Flammen (1993) setzten Rosenbloom und Regisseur Gregory Hoblit ihre langjährige Zusammenarbeit fort. Ihr letzter gemeinsamer Film war Untraceable aus dem Jahr 2008.
Bei der Oscarverleihung 2000 waren Rosenbloom und seine Kollegen William Goldenberg und Paul Rubell für ihre Arbeit an Insider für den Oscar in der Kategorie Bester Schnitt nominiert. 
Für seine Arbeit wurde Rosenbloom mehrmals von den American Cinema Editors für den Eddie-Award nominiert.

## Filmografie (Auswahl)
- 1981: Der Kampf der weißen Tiger (Grambling's White Tiger)
- 1981–1982: Polizeirevier Hill Street (Fernsehserie)
- 1987: Bestseller (Best Seller)
- 1988: Zärtliche Liebe (Fresh Horses)
- 1993: Am Rande der Dunkelheit (In the Company of Darkness)
- 1993: Land in Flammen (Class of '61)
- 1994: Blue Chips
- 1995: Moonlight and Valentino
- 1996: Zwielicht (Primal Fear)
- 1997: Projekt: Peacemaker (The Peacemaker)
- 1998: Deep Impact
- 1999: Insider
- 2000: Frequency (Frequency)
- 2000: Das Glücksprinzip (Pay It Forward)
- 2002: Das Tribunal (Hart's War)
- 2003: Der Einsatz (The Recruit)
- 2004: The Last Shot – Die letzte Klappe (The Last Shot)
- 2004: Friday Night Lights – Touchdown am Freitag (Friday Night Lights)
- 2005: Dreamer – Ein Traum wird wahr (Dreamer: Inspired by a True Story)
- 2006: Trennung mit Hindernissen (The Break-Up)
- 2007: Das perfekte Verbrechen (Fracture)
- 2008: Untraceable
- 2010: All Beauty Must Die
- 2011: The Rite – Das Ritual (The Rite)
- 2011: Krieg der Götter (Immortals)
- 2013: Auge um Auge (Out of the Furnace)
- 2014: Transcendence
- 2015: Black Mass
- 2016: The Infiltrator
- 2017: Molly’s Game – Alles auf eine Karte (Molly’s Game)
- 2019: Phil
- 2020: Out of Play: Der Weg zurück (The Way Back)
- 2023: Plane